# Парун
Парун (на персийски: پارون), наричан още Прасун и Прасунгул, е малък град и административен център на провинция Нуристан и на окръг Парун в Афганистан. Населението му е ок. 1000 души, като на територията му има над 180 жилища.
Землището на Парун се оценява на 350 хектара. По-голяма част от земята са гори (54%), след това земеделски площи (33%). Застроената земя представлява само 7% от общото земеползване. За разлика от много други градове в Афганистан, Парун няма пустееща земя, като има само 4 хектара свободни парцели.
На 15 август 2021 г. Парун е превзет от талибанските войски и става тридесет и втората по ред столица на провинция в Афганистан, превзета от талибаните, при мащабната талибанска офанзива през 2021 г.

## География
В близост до града са разположени 6 села: Ищеви, Пронц, Дева, Кущеки, Цуцум и Пашки. Те се намират на разстояние от 20 км от север на юг, по поречието на река Парун.

### Климат
Според климатичната класификация на Кьопен в Парун има субполярен климат. Средната годишна температура е 1,2 °C. Средно най-топлият месец е юли със средна температура от 11,7 °C, докато средно най-студеният месец е януари със средна температура от −11,1 °C.

## Езици
За мнозинството от населението в Парун роден език е прасун (васи-вари). Гуджаратите в града също говорят на родния си език гуджари. Говорими езици са също кати, пущунски и дари.